# قطعنامه ۲۰۲۸ شورای امنیت
قطعنامه ۲۰۲۸ شورای امنیت سازمان ملل متحد که در تاریخ ۲۱ دسامبر ۲۰۱۱ تصویب شد، سندی بین‌المللی دربارهٔ بررسی وضعیت خاورمیانه است. این قطعنامه طی نشست ۶۶۹۳ام با ۱۵ رای موافق، ۰ مخالف و ۰ ممتنع تصویب شد.